# Hippias (tyran)
 For alternative betydninger, se Hippias. (Se også artikler, som begynder med Hippias)
Hippias (græsk: Ἱππίας; død 490 f.Kr.) herskede som tyran over Athen fra 527 f.Kr., indtil han blev forvist fra Athen i 510 f.Kr. Han var søn af tyrannen Peisistratos og bror til Hipparchos, som var hans medregent, indtil han blev myrdet i 514 f.Kr. Hippias blev den sidste tyran i Athen. Efter han var blevet forvist, kom Kleisthenes til magten og indførte demokrati.